# Volvo P1800
Volvo P1800 — серія спортивних автомобілів купе шведської автомобільної компанії Volvo Cars. Модель випускалася в 4-х версіях з 1960 по 1973 рік. Всього виготовлено 45 627 авто.

## Історія

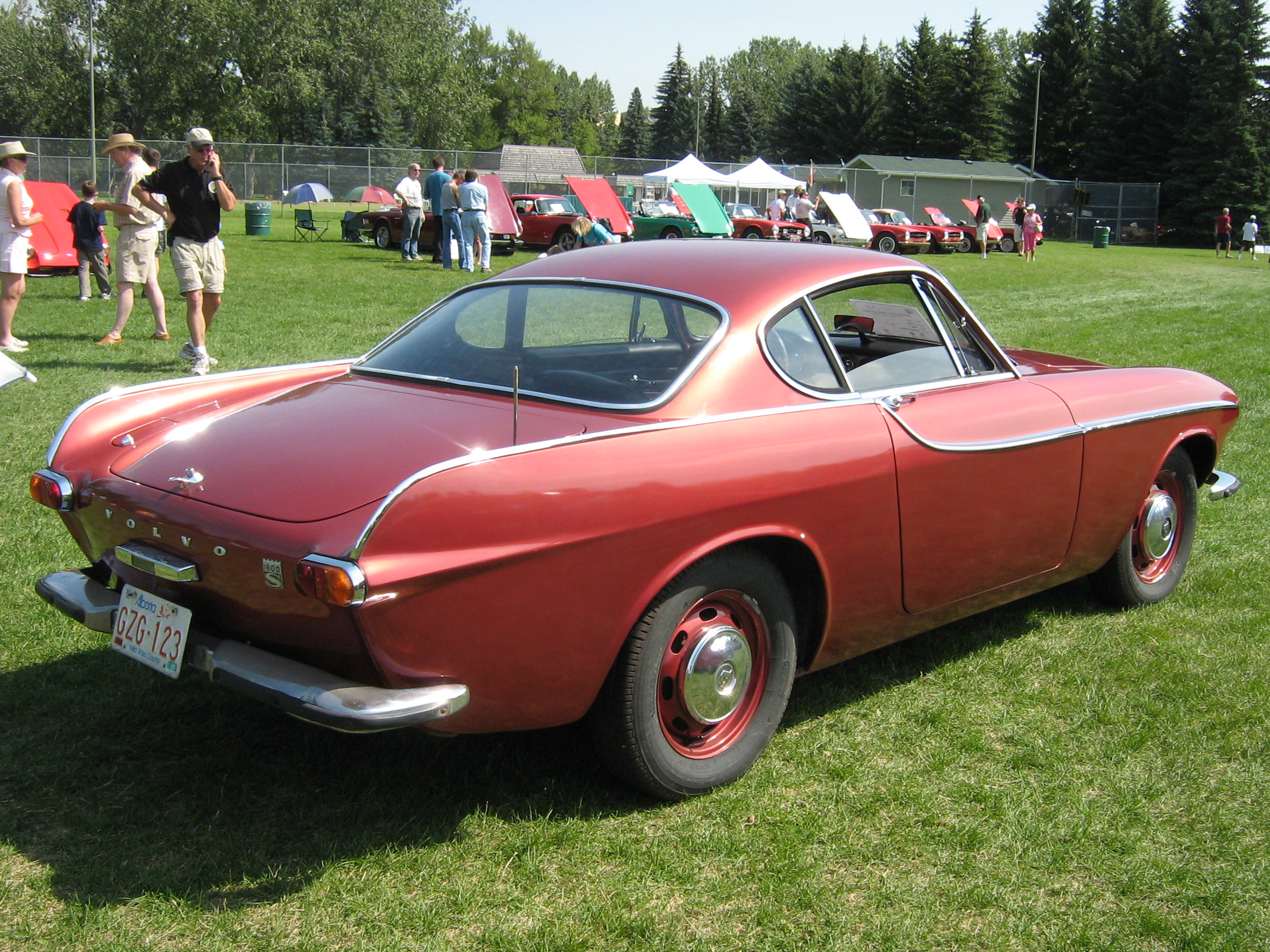

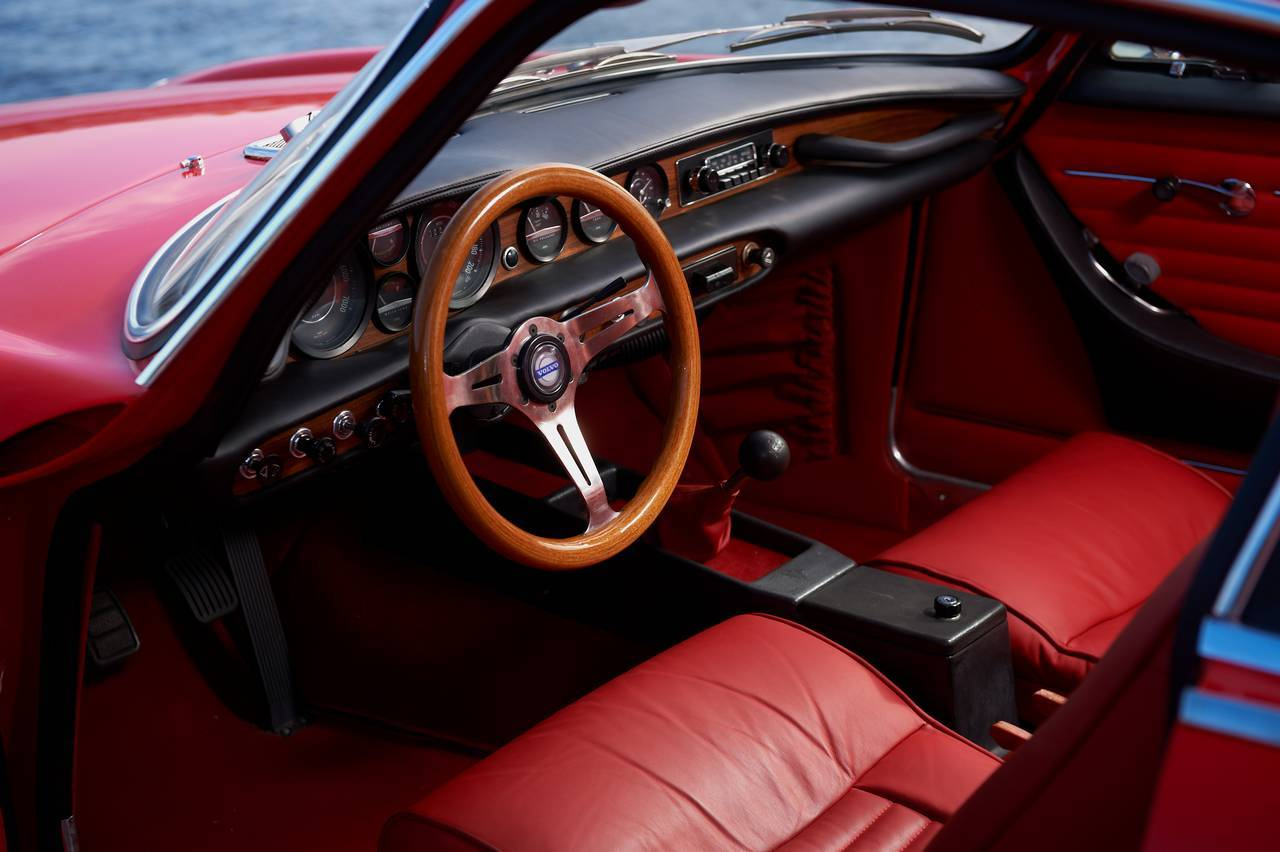

Після провалу прототипу першої спортивної моделі фірми Volvo P1900 фірма в 1957 році доручила дизайн нового варіанту Хельмеру Петтерсену, автору Volvo PV444. Перший новий автомобіль ручної збірки був готовий вже до грудня, але розбіжності з західнонімецькою Фольксваген, де передбачалося виробництво (на заводах Karmann) мало не призвели до повної зупинки проекту. В результаті цих конкурентних суперечок виробництво P1800 почалося лише у вересні 1960 року на потужностях англійською фірмою Jensen. Серія виявилася успіхом Volvo і вироблялася протягом 13 років до 1973 року.

## Технічні дані
Двигун 1.8 л B18 потужністю 100 к.с. (75 кВт) був фактично укороченим варіантом B38 V8 від вантажівок Вольво того часу. З 1966 року на автомобілі ставився посилений двигун 115 к.с., а в 1969 році він був замінений на новий 2.0 л B20B потужністю 118 к.с. (89 кВт). На модель встановлювалася трансмісія М40 (аж до 1963), а пізніше - М41. Максимальна швидкість досягала 190 км/год, а розгін від 0 до 100 км/год займав 9,5 секунд.

## Моделі
Серія випускалася в 4-х основних модифікаціях:

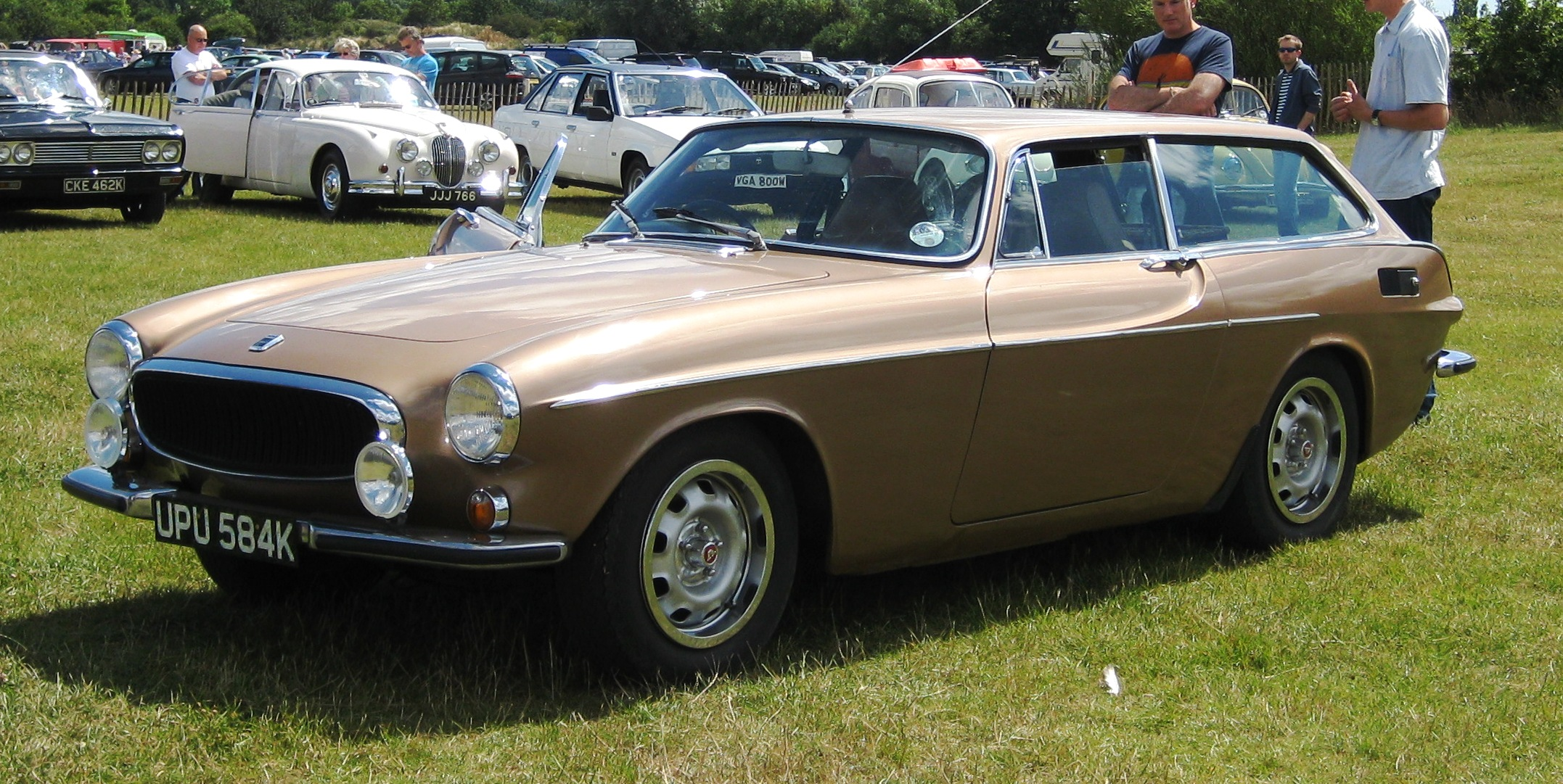
3-дверний універсал Volvo P1800 ES

- P1800 - 1960-1963
- P1800 S - 1963-1970
- P1800 E - 1970-1972
- P1800 ES - 1971-1973

## P1800 ES
У серпні 1971 року представлено Volvo P1800 ES — універсал-купе (шутінг-брейк) на технічній базі 1800E.
У зв'язку з високою ціною, автомобіль який отримав називу «Труна Білосніжки", мав обмежений комерційний успіх. Виробництво було припинено в кінці 1973 року.

## Телесеріал The Saint
P1800 став особливо знаменитий, коли в 1962 році він був обраний для зйомок американського телесеріалу The Saint з Роджером Муром в головній ролі і залишався символом серіалу до 1970-х років.

## Світовий рекорд довгоживучості та пробігу
З середини 1990-х років світовий рекорд найдовшого пробігу для некомерційного автомобіля, без серйозних замін вузлів або ремонту, належить спортивному купе Volvo P1800S 1966 року випуску.
До моменту, коли рекорд був зафіксований в книзі рекордів Гіннеса в листопаді 1998 року, автомобіль пройшов понад 2,5 млн км (1671 тис. миль). До вересня 2006 року це спортивне купе подолало рубіж 4 млн км. В липні 2012 автомобілю залишалося 34 тис. км до 3 міліонної марки в милях або 4,8 млн кілометрів.
Належить автомобіль-рекордсмен колишньому шкільному вчителеві, а нині пенсіонеру, Ірвіну Гордону (англ. Irvin Gordon) з Лонг-Айланда, штат Нью-Йорк, єдиному його власнику, який в 25-річному віці купив автомобіль в 1966 за $4.150. Автомобіль досі має рідний двигун, радіо, шасі і трансмісію. Він об'їздив не тільки Сполучені Штати, Канаду і Мексику, але і багато європейських країн (Нідерланди, Німеччину, Швецію).

## Виноски
1. ↑  New York Daily News: Retired schoolteacher Irvin Gordon nears 3 million mile mark in his 1966 Volvo P1800S [Архівовано 1 липня 2013 у Wayback Machine.]
2. ↑  NBC: NY man nears 3 millionth mile in beloved '66 Volvo [Архівовано 1 квітня 2013 у Wayback Machine.]